# Periodo interbellico

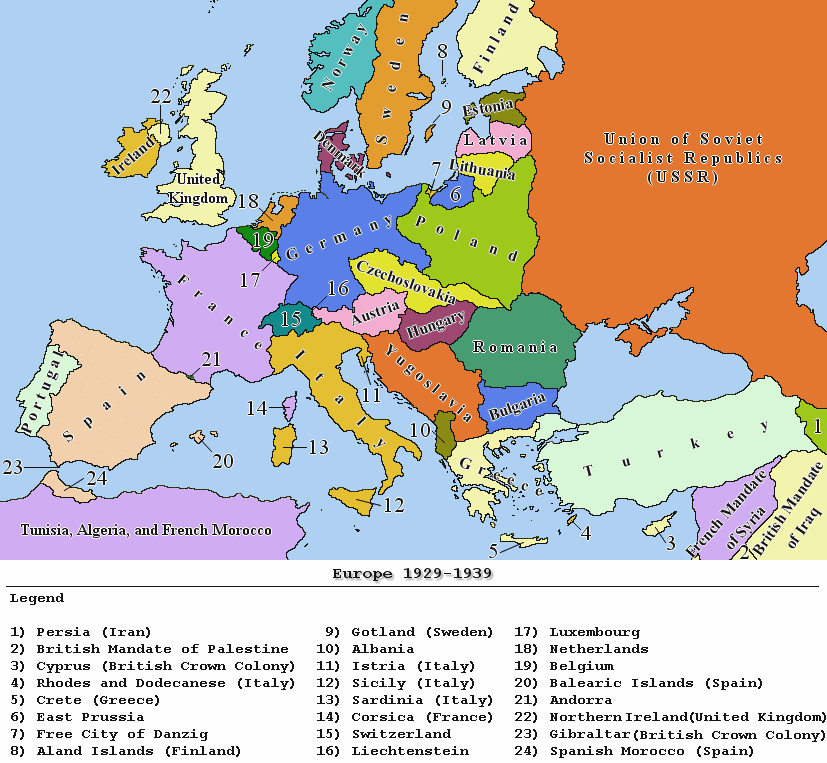
L'Europa, il Nord Africa ed il Medio Oriente tra le due guerre mondiali

Nella storia del XX secolo, il periodo interbellico è stato il ventennio trascorso tra la fine della prima guerra mondiale nel 1918 e l'inizio della seconda guerra mondiale nel 1939.

## Contesto europeo
Il trattato di Versailles, che avrebbe dovuto siglare la pace tra le nazioni dopo la prima guerra, è fondamentalmente fallito (cfr. la voce revisionismo dei trattati di pace) e non risolve le gravi tensioni internazionali:
(Ferdinand Foch, ufficiale francese al comando degli Alleati nella prima guerra mondiale, 1920.)
Vedendo così le cose, il periodo tra le due guerre mondiali costituirebbe una sorta di tregua, un'interruzione delle ostilità tra il blocco austro-tedesco da una parte ed il blocco alleato Gran Bretagna-Francia-Russia-USA dall'altra. Come previsto da Foch, la guerra riprenderà. La ripresa delle ostilità avverrà in forma rinnovata, ma ricalcando grosso modo gli stessi schieramenti. Dal punto di vista militare, si riprenderanno più o meno gli stessi fronti di combattimento (fronte francese, fronte in Europa dell'Est, fronte italiano). Il maggiore tra i pochi cambi di schieramento sarà indubbiamente quello dell'Italia (è stata alleata di Francia e Gran Bretagna nella prima guerra mondiale, ma Mussolini la riporterà dalla parte dei tedeschi nella seconda).
Tuttavia un periodo di oltre due decenni, vissuto in maniera profondamente diversa tra i vari paesi e continenti, costituisce un'entità molto complessa e ricca di eventi in parte in contraddizione tra di loro. Fra i maggiori del periodo tra le due guerre, si segnalano:
- l'avvento di dittature fasciste: non solo in Italia ma nella maggior parte dei paesi europei cadono le strutture democratiche per lasciare il posto a regimi militaristici, autoritari e spesso espansionistici;
- il fallimento della Società delle Nazioni, legato anche al colonialismo italiano;
- il consolidarsi del comunismo in Unione Sovietica, con le grandi purghe staliniane e tutte le preoccupazioni a livello internazionale legate a questi fenomeni;
- il periodo di fervore culturale ed economico negli anni venti, particolarmente pronunciato in alcuni paesi come gli USA (Roaring twenties);
- la grande depressione in seguito al crollo della borsa del 1929; a questo fenomeno è legata la iperinflazione osservata in diversi paesi;
- la ripresa della Germania, trasformatasi nel 1933 nel Terzo Reich, la cui politica volge decisamente ad un'espansione verso est.

Il periodo tra le due guerre volge al tramonto con gli sforzi diplomatici - da parte delle democrazie sopravvissute - di frenare l'espansionismo della Germania (vedi voce appeasement). Dato l'indiscutibile fallimento di questi sforzi, il periodo tra le due guerre termina nel settembre del 1939 con l'invasione della Polonia da parte dei tedeschi e l'immediata dichiarazione di guerra da parte di Francia e Gran Bretagna.

### Il dopoguerra in Austria
In Austria durante il dopoguerra, dopo la loro sconfitta, un'assemblea costituente proclamò la repubblica con una costituzione democratica. Il popolo si divise nel Partito socialdemocratico e il Partito cristiano-sociale. All'inizio i due partiti ebbero un ruolo di alleanza, ma dopo ebbero un rapporto pieno di conflitti.

### Il dopoguerra in Francia
Anche la Francia dovette affrontare la crisi nel dopoguerra. Essa infatti diede avvio ad un processo di crescita economica che sarebbe durato per tutti gli anni venti. In questo periodo la Francia si modernizzò usando anche le tecniche organizzative del Taylorismo e la produzione di serie. La Francia incontrò anche una crisi nel governo a causa della fragile coalizione fra conservatori e radicali che resero precaria la situazione politica. Alla metà degli anni trenta le forze democratiche e di sinistra si allearono, che tramite il patto di unità d'azione politica e sindacale puntava a mettere fine alle divisioni del movimento socialista. Le sinistre presentandosi unite in un fronte popolare vinsero le elezioni politiche del 1936. Così andò al governo Léon Blum. Il governo Blum nacque con un programma riformista e antifascista. A causa della classe imprenditoriale che si sentì minacciata e i contrasti all'interno del governo, il governo Blum si concluse. In Francia ritornarono instabili governi di coalizione.

### Il dopoguerra in Germania
In Germania la sconfitta fu drammatica e il paese si divise: in Baviera venne proclamata una repubblica democratica e gli altri Stati del Reich manifestarono volontà di autonomia. Gli alti ufficiali fecero pressione sull'imperatore Guglielmo II per farlo abdicare. Dopo la fuga del Kaiser da Berlino si proclamò la repubblica. Fu costituito un governo provvisorio. I socialisti erano divisi in tre gruppi: Partito socialdemocratico, che era contro la rivoluzione; Socialisti indipendenti, che proponevano riforme economiche; gli Spartachisti (o Lega di Spartaco), che erano all'estrema sinistra e volevano la rivoluzione socialista. Il 30 dicembre 1918 gli spartachisti fondarono il Partito Comunista tedesco. L'economia tedesca faticava a riprendersi reso più difficile dalle condizioni di pace imposte dai vincitori. La situazione tedesca si stabilizzò momentaneamente nel 1924 grazie all'aiuto economico degli Stati Uniti. Negli anni 1925-1930 sembrava che la Germania si stabilizzasse grazie a un "compromesso" fra la socialdemocrazia, l'esercito e i grandi gruppi capitalistici.
Quando nel 1929 ci fu la crisi economica internazionale inizia l'ascesa al potere di Hitler. Nel 1920 Hitler aderì al Partito di estrema destra Partito Nazionalsocialista tedesco dei lavoratori. Quando Hitler conquistò la guida del Partito tentò un colpo di stato in Baviera nel 1923, ma venne arrestato. Nel 1933 dopo che la NSDAP da circa tre anni otteneva rilevanti percentuali elettorali, Hitler prese il potere. Con il suo partito cercò di attirare tutti gli strati della società. Hitler riuscì a conquistare la classe dirigente della repubblica di Weimar proponendosi come l'uomo che avrebbe potuto stabilizzare il governo. Hitler fece diventare il capro espiatorio gli ebrei riguardo alla crisi, qualificandoli come razza inferiore. Nel frattempo la repubblica di Weimar diventava sempre meno governabile. Intanto Hitler migliorava i rapporti con le élite economiche e militari, così che quando il militare Franz von Papen ottenne il governo cercò di portarci anche Hitler. Dato che il paese era diventato praticamente ingovernabile von Papen convinse Hindenburg ad affidare a Hitler la carica di cancelliere. E così fece. Salito al potere Hitler impiegò solo sei mesi per costruire uno stato totalitario. Il 20 marzo 1933 venne costruito il primo campo di concentramento a Dachau per i prigionieri politici. Nell'agosto 1934, quando morì Hindenburg, Hitler prese anche la carica di capo dello stato. Hitler così disponeva di un potere assoluto in ogni settore. Le SS e la Gestapo erano gli strumenti repressivi del nazismo contro ogni possibile oppositore. Attraverso le corporazioni Hitler controllava tutti gli aspetti della vita lavorativa e produttiva. Infine divenne l'obiettivo principale la preparazione del paese alla guerra secondo il piano economico quadriennale.

### Il dopoguerra in Gran Bretagna
La Gran Bretagna usciva dalla prima guerra mondiale senza il predominio economico e politico, che era andato agli Stati Uniti. Inoltre la Gran Bretagna incontrò difficoltà nelle esportazioni e aumentò la disoccupazione. Si incontrò una crescita dei sindacati e della sinistra. Negli anni venti troviamo il declino dei liberali e l'ascesa dei conservatori e dei laburisti. 
Per affrontare la crisi, la Gran Bretagna introdusse dazi per difendere la produzione industriale nazionale, concesse finanziamenti alle industrie e regolamentò la quantità e i prezzi nell'agricoltura.

### Il dopoguerra in Italia

#### La vittoria mutilata e i cambiamenti politici
In Italia il dopoguerra evidenziò la fragilità delle istituzioni liberali italiane che causò una crisi di sistema, la quale portò all'instaurazione di una dittatura. Le difficoltà economiche scaricarono il loro peso sulle fasce sociali più deboli. Così iniziò il Biennio rosso del 1919-1920 fatto di durissime lotte sociali e sindacali; ci furono inoltre scioperi per aumenti salariali, tumulti contro il carovita e l'occupazione delle terre incolte da parte dei contadini poveri nel meridione. Dopo queste lotte i lavoratori ottennero aumenti salariali nelle fabbriche, riduzione della giornata lavorativa a otto ore, i braccianti nelle campagne padane e pugliesi ebbero aumenti di paga e l'imponibile di manodopera, infine al sud il governo redistribuì le terre incolte occupate. Non fu solo il proletariato agricolo e industriale a soffrire le conseguenze della guerra, ma anche i ceti medi, che faticavano a reinserirsi nella vita civile e lamentavano di non ottenere un riconoscimento sociale proporzionato.
Un altro reinserimento fu la Vittoria mutilata (Gabriele D'Annunzio) per cui l'Italia al termine della guerra non aveva ottenuto, come invece stabilito dal Patto di Londra, l'Istria, la Dalmazia e la città di Fiume. Giolitti poi firmerà nel 1920 il Trattato di Rapallo, che faceva ottenere all'Italia l'Istria, alla Iugoslavia la Dalmazia mentre Fiume andava a formare uno stato libero autonomo.
Nel 1919 nacque il primo partito politico italiano di ispirazione cattolica il Partito Popolare Italiano. Le elezioni del novembre 1919 segnarono una svolta decisiva nel dopoguerra perché furono le prime a svolgersi con il sistema proporzionale, dove i seggi in parlamento vengono attribuiti in proporzione ai voti ottenuti da ciascun partito. 

#### Sovversivismo delle classi dirigenti
Con la vittoria del partito socialista le masse popolari godevano, per la prima volta, di una rappresentanza sociale e politica. Nel 1920 gli operai metallurgici di Milano, Torino e Genova, in risposta alla chiusura degli stabilimenti, occuparono le principali fabbriche. Questa lotta si concluse con un accordo tra imprenditori e sindacato, che prevedeva aumenti salariali e partecipazione dei lavoratori al controllo delle aziende.

La violazione della legalità ebbe allora i suoi sostenitori, in Italia, per la prima volta anche a livello giuridico: il ritrovamento nel 1919 di armi e munizioni nella Casa degli arditi di Milano fu derubricato dal delitto di costituzione di un corpo armato contro i poteri dello Stato a quello di aver creato “una specie di guardia civica senza licenza".
L’uso della violenza, da parte di bande private, cominciò ad essere giustificato «con la necessità di ripristinare l’autorità della legge e dello Stato, e di restaurare l’economia e la finanza salvandole dall’estrema ruina»: l’argomento ebbe un suo «fascino, anche tra i giuristi, che, di fronte alle violenze politiche e sociali del primo dopoguerra, dismettevano il tradizionale habitus tecnico nel denunziare quella che pareva, oltre la questione penale, una crisi dello Stato»: questo avvenne, secondo Antonio Gramsci, "forzando la pazienza" del Parlamento fino a giungere a un vero e proprio "ricatto della guerra civile".

#### Il fascismo
A causa del clima teso del dopoguerra il fascismo ebbe una rapida ascesa. Il movimento dei fasci di combattimento venne fondato nel marzo 1919 a Milano da Benito Mussolini. I fasci nacquero come "antipartito", con un programma repubblicano e anticlericale. Il movimento fascista non ebbe all'inizio grande successo. Iniziarono allora le spedizioni delle squadre d'azione fasciste contro esponenti e sedi del movimento socialista. La violenza squadrista non incontrò ostacoli da parte delle forze dell'ordine e della magistratura. Nel 1921 Mussolini trasformò il vecchio movimento nel Partito Nazionale Fascista. Il nuovo programma era di tipo conservatore e nazionalista. Mentre il fascismo si consolidava, il socialismo si indeboliva a causa delle divisioni al suo interno. Una prima secessione si ebbe al Congresso di Livorno nel 1921 con la nascita del Partito Comunista d'Italia. Una seconda scissione nel 1922 riguardò la nascita del Partito Socialista Unitario con a capo Giacomo Matteotti. Inoltre maturarono divergenze anche nel Partito Popolare. Così la Marcia su Roma e la formazione del primo governo Mussolini segnarono il crollo delle istituzioni liberali e democratiche. Il periodo tra 1922 e 1925 viene considerato una fase di transizione verso il vero e proprio regime fascista. Il fascismo in questo periodo costituì: il Gran Consiglio del Fascismo, la Milizia Volontaria per la sicurezza nazionale e la Confederazione nazionale delle corporazioni sindacali. Nel 1923 Mussolini per rafforzare la maggioranza di governo e per togliere spazio alle opposizioni fece approvare una nuova legge elettorale maggioritaria. Grazie a questa nuova legge elettorale il partito fascista vinse le elezioni. Nel 1924 Matteotti, che denunciò i brogli e le violenze elettorali, venne rapito e ucciso. Il Delitto Matteotti scosse l'opinione pubblica e il fascismo sembrò vacillare, ma gradatamente Mussolini riprese la situazione e il 3 gennaio 1925 si assunse la responsabilità politica del delitto di Matteotti.

#### Progetti del regime fascista
Il progetto politico di Mussolini mirò alla fascistizzazione dello stato e della società civile. A questo scopo nacquero le Leggi fascistissime del 1925-1926. Con questi provvedimenti abolirono la libertà democratica e impedivano ogni manifestazione di dissenso. Mussolini trasformò il partito fascista in una struttura burocratica e gerarchica. Sul piano di lavoro il fascismo ammetteva solo i contratti di lavoro stipulati dai sindacati fascisti impedendo l'azione sindacale ai socialisti, ai comunisti e ai cattolici. Negli anni trenta, il fascismo aveva assunto le caratteristiche di un regime totalitario. Un punto fondamentale fu il controllo dell'informazione. Inoltre divenne obbligatoria per i dipendenti pubblici l'iscrizione al partito. Il partito controllava diverse organizzazioni di massa come, l'Opera Nazionale Balilla, i Giovani Fascisti, Gruppi Universitari Fascisti e l'Opera Nazionale del dopolavoro. L'11 febbraio 1929 la Santa Sede e il governo italiano sottoscrissero i Patti Lateranensi, dove la chiesa riconosceva la sovranità dello stato italiano e lo stato riconosceva la sovranità pontificia sulla Città del Vaticano. La politica economica del fascismo attraversò diverse fasi; il primo periodo (1922-1925) fu una politica liberista e provocò uno sviluppo economico. Nel secondo periodo (1925-1930) incominciarono difficoltà economiche. Nel terzo periodo (durante gli anni trenta) per cercare di vincere la crisi economica nacque l'Istituto per la ricostruzione industriale, che acquisì le proprietà delle maggiori banche. Ci furono anche degli interventi nell'agricoltura come la battaglia del grano e la bonifica integrale.
Sul piano coloniale il regime fascista era basato sul fortificare i possedimenti italiani in Africa. Mussolini decise di conquistar l'Etiopia per motivi di prestigio internazionale, di carattere economico e di politica interna. Il fascismo comunque è ritenuto un totalitarismo "imperfetto" perché rimasero attivi centri di potere come la Corona e la Chiesa Cattolica e non si realizzò l'identificazione fra "italiano" e "fascista".

### Il dopoguerra in Ungheria
In Ungheria nel dopoguerra c'era una tendenza rivoluzionaria e comunista. Infatti socialdemocratici e comunisti si allearono per creare un regime socialista. La diffusione in tutta Europa non si realizzò a causa delle sconfitte in Germania e in Italia. La repubblica ungherese crollò quando vennero invasi dalle truppe rumene che instaureranno un regime autoritario.

### Il dopoguerra in Unione Sovietica
L'Unione Sovietica riemerse dalla guerra civile in condizioni di arretratezza più gravi di quelle dell'età zarista. Si aprì una grave frattura tra il governo comunista e la popolazione, a cui si aggiunse anche l'isolamento internazionale dell'Unione Sovietica. Fu allora avviata la NEP, nuova politica economica, la quale reintroduceva elementi di profitto individuale e di libertà economica per risollevare la produzione interna. Nel 1922 Stalin fu nominato segretario generale, dopo essere riuscito ad emarginare Trockij che era il rivale principale (Trockij sosteneva la teoria della rivoluzione permanente, secondo cui l'obiettivo primario dei rivoluzionari doveva essere quello di espandere il socialismo all'estero, per non lasciare la Russia sola nel proprio cammino socialista, mentre Stalin sosteneva la teoria del socialismo in un solo paese).
Al governo, Stalin era visto come una garanzia del loro ruolo e prestigio nell'organizzazione, perché assunse una posizione tra la destra di Bucharin e la sinistra di Trockij. Nel 1927 Stalin modificò la sua linea a causa della crisi nella raccolta del grano; ritornarono così le requisizioni di cereali e dopo qualche anno decise di procedere alla collettivizzazione forzata delle terre. Trovando l'opposizione dei contadini Stalin fece unificare milioni di aziende contadine in fattorie cooperative o di proprietà dello Stato. Oltre alla collettivizzazione dell'agricoltura, Stalin volle intraprendere anche l'industrializzazione accelerata. Lo Stato si venne a identificare con il Partito, il quale costituiva la principale istituzione della società e possedeva tutti i poteri legislativo, esecutivo e giudiziario. Il potere assoluto conquistato da Stalin tolse ogni significato politico al partito, che venne trasformato in una specie di macchina burocratica di gestione del potere. Nel 1935 non ci fu più alcuna possibilità di dissenso e di dibattito; vennero tenuti processi politici e iniziò la detenzione nei gulag per gli individui ritenuti più pericolosi. A tutto questo si aggiunse anche la persecuzione religiosa.

## Il dopoguerra in Asia

### Dopoguerra in India
Nel dopoguerra in India ispirarono ai valori tradizionali della religione e della cultura induista, inoltre contestava una eccessiva modernizzazione indotta dalla modernizzazione occidentale. Il governo britannico decise allora di concedere degli spazi nell'amministrazione, ma comunque ci teneva a tenere il controllo reale dell'India, per questo alternò momenti di repressione a momenti di moderate concessioni. Questa linea politica divenne più difficile quando arrivò Gandhi, a capo del Partito del Congresso. Gandhi voleva l'indipendenza dell'India, ma l'opposizione che realizzava era caratterizzata dalla sua famosa totale assenza di violenza. Gandhi ottenne sempre più popolarità facendo anche leva sul sentimento religioso e sulla tradizione dell'induismo.

### Dopoguerra in Giappone
Il Giappone ottenne vantaggi dalla prima guerra mondiale, infatti favorì i monopoli industriali e commerciali. Il sistema nipponico era una monarchia costituzionale che di fronte alle tensioni sociali dovette assumere caratteri sempre più autoritari fino alla pena di morte per i reati di pensiero. Alla fine degli anni venti la crisi colpì anche il Giappone. In questo periodo il governo iniziò una politica espansionistica in cui il Giappone cercava la liberazione di tutta l'Asia dal dominio occidentale. Questo obiettivo iniziò con l'aggressione alla Cina.

### Dopoguerra in Cina
La Cina era divisa in due parti: la parte meridionale dove dominava il Guomindang che era un partito nazionalista, progressista e democratico fondato da Sun Yat-sen nel 1912, e nella parte settentrionale c'erano i "signori della guerra". Il Guomindang cercò di riunificare il paese. Nacque nel 1921 il Partito Comunista Cinese guidato da Mao Zedong. Andando al potere Chiang Kai-shek si ruppe irreparabilmente l'unità d'azione fra i nazionalisti e i comunisti perché Chiang diede battaglia ai comunisti anche con campagne di annientamento. Mao acquisì prestigio con la Lunga marcia dell'Armata Rossa del 1934, cercando di aggirare l'accerchiamento nazionalista.
Nazionalisti e comunisti si riuniranno nel 1936 per contrastare l'invasione giapponese creando il Fronte Comune.

## Dopoguerra negli USA e nel mondo

### America latina
Per l'America latina la prima guerra mondiale comportò la sostituzione del predominio economico statunitense a quello britannico. Negli anni venti nella società latino americana si formeranno una borghesia imprenditoriale nazionale, una classe operaia e un ceto medio urbano dove si diffusero esigenze di indipendenza politica ed economica. La crisi degli anni trenta per l'America Latina comportò il rallentamento dei commerci internazionali mettendo in difficoltà le economie esportatrici che determinarono conflitti sociali e instabilità politica. A causa di questa situazione si crearono regimi populisti autoritari che si ispiravano ai fascismi europei. Un esempio è il regime instaurato in Brasile nel 1930.

## La crisi del 1929
Negli anni venti, dopo che furono superate le difficoltà del dopoguerra, ci fu un grande sviluppo economico; le condizioni che lo resero possibile furono: l'innovazione tecnologica, l'aumento della produttività, l'ampliamento dei consumi di massa e la creazione dell'automobile e della radio.
La crisi del 1929 scoppiò soprattutto a causa della sovrapproduzione, amplificata dalla speculazione sui titoli azionari. Inoltre emersero difficoltà nel settore agricolo e una grande quantità di denaro fu investito nella borsa; dove venivano comprate azioni, in modo da far crescere il prezzo e dopo venivano rivendute in modo da guadagnare la differenza. La dimensione finanziaria dell'economia aumentava, ma non nell'economia reale, infatti, all'enorme crescita del mercato dei titoli azionari non corrispondeva un aumento della ricchezza prodotta e consumata. Quando iniziò a scendere l'indice di Wall Street tutti vendettero per paura. Nelle banche tutti si precipitarono a ritirare i loro depositi e le banche furono costrette a ridurre drasticamente i finanziamenti. Così si interruppe il flusso di capitali statunitensi verso l'Europa e questo provocò una recessione economica in tutti i paesi industrializzati e un aumento della disoccupazione. Questa situazione spinse tutti gli stati a rinchiudersi economicamente tramite le politiche protezionistiche.

## IlNew Deal
Il democratico Franklin Delano Roosevelt dette inizio a una nuova fase della storia statunitense con il New Deal; con questo Roosevelt non solo dette nuove misure di politica economica per uscire dalla crisi, ma instaurò un nuovo programma civile e ideale per la nazione. La parte economica del New Deal riguardò: il sostegno della domanda attraverso la spesa pubblica, l'introduzione di controllo e ordinamento dell'attività delle banche, provvedimenti di carattere sociale, collaborazione dei sindacati e l'opera di propaganda. Il New Deal ottenne risultati inferiori alle attese, ma permise a Roosevelt di vincere le elezioni del 1936 e la sua riconferma nel 1944.